# Битва под Торжком (1316)
Битва под Торжком — сражение, произошедшее под Торжком в феврале 1316 года между Новгородом с одной стороны против Тверского княжества и Золотой Орды с другой.

## Предыстория
Правитель Золотой орды-Узбек хан потребовал чтобы Юрий прибыл в орду. В 1315 году он покинул Москву и направился в Орду.
Узнав об этом Новгород отправил за ним новгородцев, но их перехватили тверичане.
Юрий не смог договориться с Узбек Ханом и был посажен под стражу. Тверского же князя отпустили с ярлыком и в сопровождении большого татарского войска во главе с Таитемерь и Махрожа. Им была поставлена цель возвести Михаила на великий престол.

## Ход Событий
10 февраля 1316 года под стенами Торжка произошло сражение. Афанасий и Фёдор не стали сидеть за укреплениями и вывели свои полки в поле. «И съступившимася обема полкомъ, и бысть сеча зла, яко не мощи исповедати», — писал позже автор Софийской первой летописи. Михаил и его татарские союзники одержали победу, разбив войска московского князя и его союзников.
По Рогожскому летописцу, в бою погибло «новгородцевъ боле тысущи». Новгородские же летописцы осторожнее в оценках потерь, но называют поимённо семь «лутчих» новгородских «мужей», среди которых были три посадника. Это косвенно указывает на серьёзные потери союзников.
Оставшиеся в живых укрылись в кремле Торжка. Победоносный Михаил прислал к осаждённым посланника с требованием выдать Афанасия и Фёдора в обмен на мир. Но осаждённые отказали, заявив, что готовы умереть за Святую Софию.
Тогда Михаил смягчил условия: теперь он просил выдать только Фёдора Ржевского, а за остальных требовал огромный выкуп. Размер выкупа точно не известен: в Никоновской летописи говорится о 5000 гривен серебра, в Софийской — о «5 тьмах» (т.е. 50 000 гривен). Сумма фантастическая, и, вероятно, фигуральная — как считал Л. В. Черепнин, она лишь подчёркивает, насколько выкуп был велик.
Осаждённые согласились. Был заключён мир, скреплённый взаимным крестоцелованием. Фёдор ушёл в лагерь Михаила как пленник, выкуп выплатили, и начались переговоры о новом соглашении между Новгородом и Михаилом. Новгородская знать, за исключением павших в битве, была в Торжке почти в полном составе.
Однако переговоры быстро зашли в тупик — Михаил выдвинул условия, которые новгородцы принять не могли. Он «начятъ съ ними укреплятися чрезъ обычай ихъ изъстаринный» — то есть, намеренно нарушал новгородские традиции, используя своё положение победителя. Историк Н. С. Борисов предположил, что Михаил делал это сознательно, чтобы сорвать переговоры.
Итог оказался трагическим. По приказу Михаила, Афанасий и новгородские бояре, пришедшие на переговоры под княжеские гарантии безопасности, были захвачены. Жителей города заставили платить за себя выкуп («колико кого станеть»), а тех, кто не смог заплатить, вместе с пленными из битвы, продали в рабство. Мастеров Михаил увёл в Тверь, а лошадей и оружие новгородцев и пленных забрал себе. В Новгород он отправил своих наместников, а новым посадником стал его сторонник.